# Огнезащита
Огнезащита — технические мероприятия, направленные на повышение огнестойкости и (или) снижение пожарной опасности зданий, сооружений, строительных конструкций.
Техническая документация на средства огнезащиты должна содержать информацию о технических показателях, характеризующих область их применения, пожарную опасность, способ подготовки поверхности, виды и марки грунтов, способ нанесения на защищаемую поверхность, условия сушки, огнезащитную эффективность этих средств, способ защиты от неблагоприятных климатических воздействий, условия и срок эксплуатации огнезащитных покрытий, а также меры безопасности при проведении огнезащитных работ.
Средства огнезащиты - огнезащитные составы и материалы, применяемые в РФ должны иметь сертификат соответствия. 
Огнезащитной (огнебиозащитной) обработке, как правило, подвергаются деревянные, металлические конструкции, изделия из текстиля, кабельные проходки, а также воздуховоды дымоудаления или вентиляции (транзитные).
Огнебиозащита деревянных конструкций бывает первой и второй группы (в сертификате на огнезащитный состав указывается расход состава для достижения соответствующей группы). 
Огнезащита металлических конструкций производится до достижения соответствующего предела огнестойкости, например, 45 мин, 90 мин. Для выполнения огнезащиты металлоконструкций разрабатывается проект, в котором рассчитывается толщина огнезащитной краски или вид огнезащитного материала.
Огнезащиту имеет право выполнять пожарная компания, имеющая соответствующую лицензию МЧС, которая оформляется в регионе нахождения компании, например, Московская пожарная компания - в Москве и т.д.
Средства огнезащиты допускается применять из материалов с дополнительными покрытиями, обеспечивающими придание декоративного вида огнезащитному слою или его устойчивость к неблагоприятному климатическому воздействию. В этом случае огнезащитная эффективность должна указываться с учётом этого слоя.